# Winter-Paralympics 2014/Teilnehmer (Belgien)
| stlisierte Goldmedaille | stlisierte Silbermedaille | stlisierte Bronzemedaille |
| ----------------------- | ------------------------- | ------------------------- |
| —                       | —                         | —                         |

Belgien schickte bei den Winter-Paralympics 2014 in Sotschi zwei Athleten an den Start. 

## Sportarten

### Ski Alpin
| Athlet         | Klasse | Wettbewerb            | Lauf 1  | Lauf 1 | Lauf 2  | Lauf 2 | Gesamt  | Gesamt |
| Athlet         | Klasse | Wettbewerb            | Zeit    | Rang   | Zeit    | Rang   | Zeit    | Rang   |
| -------------- | ------ | --------------------- | ------- | ------ | ------- | ------ | ------- | ------ |
| Jasper Balcaen | LW 9-1 | Riesenslalom, stehend | 1:29,13 | 27     | 1:23,74 | 23     | 2:52,87 | 23     |
| Jasper Balcaen | LW 9-1 | Slalom, stehend       | 1:05,72 | 36     | 1:08,10 | 27     | 2:13,82 | 29     |

### Snowboard Cross
| Athlet      | Klasse     | Wettbewerb               | Lauf 1 | Lauf 1 | Lauf 2 | Lauf 2 | Lauf 3 | Lauf 3        | Gesamt  | Gesamt |
| Athlet      | Klasse     | Wettbewerb               | Zeit   | Rang   | Zeit   | Rang   | Zeit   | Rang          | Zeit    | Rang   |
| Männer      | Männer     | Männer                   | Männer | Männer | Männer | Männer | Männer | Männer        | Männer  | Männer |
| ----------- | ---------- | ------------------------ | ------ | ------ | ------ | ------ | ------ | ------------- | ------- | ------ |
| Denis Colle | Lower-Limb | Snowboard Cross, stehend | 55,83  | 5      | 54,49  | 5      |        | nicht beendet | 1:50,32 | 6      |